# Luis Alfredo Ramos
Luis Alfredo Ramos Botero (Sonsón, 19 de abril de 1948) es un abogado y político colombiano. Estudió Derecho en la Universidad de Medellín y tiene estudios en Negocios Internacionales de la Universidad de Harvard. Fue presidente del Senado de Colombia, Gobernador de Antioquia y Alcalde de Medellín. El 1 de octubre de 2021, la Corte Suprema de Justicia lo condenó a cerca de 8 años de cárcel, dentro del escándalo conocido como parapolítica, por recibir dinero en apoyo al bloque Metro y Centauros.

## Trayectoria política
Ramos inició su carrera política en 1970 como concejal de Sonsón y secretario del directorio departamental del Partido Conservador en Antioquia. En 1972 es designado gerente de su partido, cargo que ejerce durante cuatro años, a la vez que es elegido como diputado en la Asamblea del Departamento de Antioquia entre 1974 y 1976. En este último año es nombrado contralor general de Antioquia, y entre 1978 y 1980 es secretario de Hacienda de Medellín. Entre 1982 y 1990 mantiene un escaño como representante a la Cámara y entre 1990 y 1991 como Senador. Renuncia al Senado para postularse a la Alcaldía de Medellín, para la cual es elegido, y que ejerce entre 1992 y 1994.
Se vincula a la campaña presidencial del candidato Andrés Pastrana para las elecciones presidenciales de 1998, y tras la victoria de éste como presidente, es designado Embajador de Colombia ante la OEA. En 2001 regresa a Colombia para postularse como candidato al Senado de la República por el Movimiento Equipo Colombia, y en las elecciones de marzo de 2002 resulta elegido con más de 230.000 votos.

### Cargos públicos
- Concejal del Municipio de Sonsón
- Diputado a la Asamblea de Antioquia
- Contralor general de Antioquia
- Secretario de Hacienda de Medellín
- Representante a la Cámara por Antioquia (1982-1990)
- Alcalde de Medellín (1992-1994)
- Ministro de Comercio Exterior (1996, gobierno de Ernesto Samper Pizano)
- Embajador de Colombia ante la Organización de Estados Americanos (1998-2001)
- Senador de la República 1990-1991 y 2002-2006
- Gobernador de Antioquia (2008-2011)

### Gobernador de Antioquia
Ramos decide postularse a la Gobernación de Antioquia para la elección de octubre de 2007, por el Partido Alas Equipo Colombia. El 28 de octubre de 2007 es elegido Gobernador de Antioquia. Escrutadas el 99.04% de las mesas instaladas para votar el total de votos por Ramos era de 836.526 votos que equivalían al 51.73% de los votos válidos (1.617.065 votos). (Estas cifras las dio la Registraduría Nacional del Estado Civil en el boletín número 33 del 28 de octubre de 2007).
El contendor principal de Ramos fue el candidato Eugenio Prieto Soto, del Movimiento Una Antioquia Nueva, quien obtenía 579.020 votos, equivalentes al 35.81% de los votos válidos, al haber hecho el escrutinio dé las mismas mesas. (Esta cifra también proviene del mismo boletín número 33). Ramos ganó por una diferencia de más de 257.000 votos, que le dieron un mandato contundente, con casi el 16% más de los votos válidos totales.
El período constitucional como Gobernador de Antioquia, del gobernador Ramos se inició el día 1.º de enero de 2008 y terminó el 31 de diciembre de 2011.
Como gobernador de Antioquia Ramos declaró la emergencia vial en el departamento y ha criticado duramente muchas de las intervenciones realizadas por los concesionarios de vías. Igualmente ha impulsado importantes proyectos de desarrollo vial.
Se destacan como las principales obras de gobierno, la puesta en marcha del proyecto de la Hidroeléctrica Ituango, El proyecto Ferrocarril Antioquia, Autopista de la Montaña, proyectos de reforestación y la inversión en programas para la gratuidad de la educación.

### Parapolítica
El 28 de agosto de 2013 la Sala Penal de la Corte Suprema de Justicia ordenó proseguir la detención preventiva de Luis Alfredo Ramos por sus vínculos con grupos paramilitares. Debido a estas investigaciones no pudo presentar su candidatura presidencial por el partido Centro Democrático.
Fue dejado en libertad en noviembre de 2016, pues no se cumplían las condiciones para estar privado de libertad.
El 1 de octubre de 2021, fue condenado por el delito de concierto para delinquir agravado a siete años y once meses de cárcel, una inhabilidad “intemporal o vitalicia” para ocupar cargos públicos y una multa de 7.749,65 salarios mínimos legales vigentes. La Corte Suprema lo condenó por los acuerdos con líderes de las Autodefensas Unidas de Colombia (AUC), liderados por Vicente Castaño y Carlos Castaño, en lo que Ramos recibió dinero del Bloque Metro para financiar sus campañas electorales a cambio de que le ayudaran con ciertos aspectos de la Ley de Justicia y Paz. La sentencia fue ratificada por la corte en abril de 2022.